# William Golden Mortimer
William Golden Mortimer (Nueva York, 1854-Manhattan, 3 de marzo de 1933) fue un médico y escritor estadounidense. Es reconocido internacionalmente por haber escrito el libro History of Coca: The Divine Plants of the Incas (La historia de la coca: la planta sagrada de los Incas), publicado en 1901, y promover desde la academia la distinción entre las propiedades de las hojas de la coca (Erythroxylum coca, Erythroxylum novogranatense) y las del alcaloide tropánico cocaína.
Se distingue también por estar entre los primeros investigadores clínicos en consultar sistemáticamente a sus colegas a gran escala con respecto a los efectos de una droga. En 1897 escribió a 5.000 colegas médicos —principalmente enseñando en las escuelas de medicina de aquel entonces— preguntando respecto a sus «observaciones personales sobre los usos de la coca». Solamente el 25 % respondió (1206 cartas). La tabulación de estas respuestas por parte de Mortimer proporcionó un resumen sistemático de la acción fisiológica de la droga, su aplicaciones terapéuticas y su «valor alimenticio», según lo reportado en sus apuntes de médico.

## Biografía
Mortimer nació en Nueva York en 1854. Estudió en la Universidad de Nueva York obteniendo el título de Doctor en Medicina en 1885. Fue el editor de las revistas médicas Pharmaceutical Journal y New York Journal of Medicine.
En 1901 publicó su libro History of Coca: The Divine Plants of the Incas. Fue editado nuevamente en 1974 por la Universidad de Texas. El 2019 fue traducido y publicado por primera vez en castellano en Lima, con un prólogo del psicólogo y promotor de la legalización de la coca Baldomero Cáceres Santa María.
Mortimer dedicó su libro a Angelo Mariani, con el siguiente texto: «A Angelo Mariani, París, Francia, reconocido intérprete de la "Planta Divina" y el primero en poner a la Coca a disposición de todo el mundo».

## Libros
- Mortimer, W. Golden (1901). History of coca : "the divine plant" of the Incas (en inglés). Nueva York: J & H Vail Company.
- Mortimer, W. Golden (2019) [1901]. La historia de la coca. Lima: Antares Cultura y Desarrollo. ISBN 978-612-47619-4-2.